# Paszport
Paszport è un film del 2001 diretto da Péter Gothár.